# Oecetis paracomplexa
Oecetis paracomplexa là một loài Trichoptera trong họ Leptoceridae. Chúng phân bố ở miền Australasia.